# Rebecca Yarros
Rebecca Yarros, född 14 april 1981, är en amerikansk författare. 

## Biografi
Yarros har en examen i europeisk historia och engelska från Troy University(en). Hon började skriva när hennes man var stationerad i Afghanistan. Hon har skrivit mer än 20 böcker, bland annat In The Likely Event, The Last Letter samt Great and Precious Things.
Hon har nått stora framgångar med sina böcker i The Empyrean series där hittills (2025) utgivits Fourth Wing (2023), Iron Flame (2023) och Onyx Storm (2025) med ytterligare två böcker planerade. Böckerna är i genren romantisk fantasy (romantasy) med huvudpersonen Violet Sorrengail, en person som helst av allt vill läsa och studera historia men som i stället tvingas in på en skola för hårdföra drakryttare där det bara finns två alternativ: ta examen - eller dö.
Om än inte explicit angivet så har Violet Ehlers–Danlos syndrom, en sjukdom som även författaren Yarros och hennes söner lider av. Genom boken får Violet kämpa med sina begränsningar - något som är riskfyllt då skolans motto är "rida eller dö". Hon lär sig mer om sig själv och sin sjukdom och hur hon kan hantera den med stöd av olika hjälpmedel.

### Familj
Yarros är gift och har (2023) tillsammans med sin make sex barn. De har även en adopterad dotter. Yarros och hennes make driver sedan 2019 den ideella organisationen OneOctober med ändamålet att förbättra villkoren för fosterbarn.

### Fristående romaner (urval)
- The Last Letter. Entangled. 2019. ISBN 9781640635333.[8]
- Great and Precious Things. Entangled. 2020. ISBN 9781640638167.[9][10]
- In the Likely Event. Montlake. 2023. ISBN 9781662511561.[11]

### SerienFlight & Glory
1. Full Measures. Entangled. 2014.
2. Eyes Turned Skyward. Entangled. 2014. ISBN 9781633751491.
3. Beyond What is Given. Entangled. 2015.
4. Hallowed Ground. Entangled. 2016.
5. The Reality of Everything. Independent. 2020.

### SerienLegacy
1. Point of Origin. 2016. ISBN 9780997383102.
2. Ignite. Yarros Ink. 2016.
3. Reason to Believe. Everafter Romance. 2022. ISBN 9781635765052.

### In Luv
1. Girl in Luv. Co-written with Jay Crownover. Jay Crownover. 2019. ISBN 9781701202559.
2. Boy in Luv. Co-written with Jay Crownover. Jay Crownover. 2019. ISBN 9781701413047.

### TriloginRenegades
1. Wilder. Entangled. 2016. ISBN 9781682812686.[12]
2. Nova. Entangled. 2017. ISBN 9781633757813.
3. Rebel. Entangled. 2017. ISBN 9781640631427.

### SerienThe Empyrean
- (på engelska) Fourth wing. Empyrean ; 1. London: Piatkus. 2023. Libris fwzhphnqcdf6kplf. ISBN 9780349436999
  -  Fourth wing (svensk utgåva). Översättning: Kempe Åsa. [Stockholm]: Gondol förlag. 2023. Libris m4xmf9h2ktr1jk5z. ISBN 9789189516076
- (på engelska) Iron flame. London: Piatkus. 2023. Libris j1jj4lxxghd7j8sn. ISBN 9780349437033
  -  Iron Flame (svensk utgåva). Översättning: Håkanson Tomas. Gondol. 2024. Libris dw2f1l12b03hd2ls. ISBN 9789189516113
- (på engelska) Onyx storm. London: Piatkus. 2025. Libris fzmx47r5c16skd5c. ISBN 9780349437064
  -  Onyx storm (svensk utgåva). Översättning: Gillberg Julia, Wijk Karin. Stockholm: Gondol förlag. 2025. Libris 5pkln5hw3s80s01f. ISBN 9789189516229